# Gregorio Muro
Gregorio Antonio Muro Harriet (Hernani, Guipúzcoa, 13 de mayo de 1954) es un  autor de cómics, guionista y director de cine y televisión español.

## Biografía

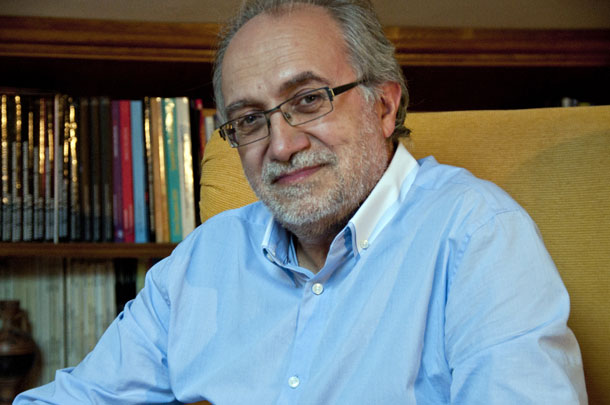
Gregorio Muro

Nacido en Hernani (Guipúzcoa) el 13 de mayo de 1954, comenzó a cultivar su afición por el cine y la ficción desde su infancia, cuando acompañaba a su padre en la cabina de proyección de un viejo cine. Compaginando sus estudios primero y su trabajo después con la elaboración de cómics, consiguió publicar sus primeros álbumes a principios de los años 80 en editoriales y revistas locales.
Pero prefiere los guiones al dibujo, puesto que no da la talla como dibujante, y decide asociarse con una serie de dibujantes colaboradores que se encargarán de la ilustración como Paco Fructuoso, Daniel Redondo, José Manuel Mata y Luis Astrain. Historias como la de Justin Hiriart, La marca de la bruja, Simon Besaluze lograron un enorme éxito y una gran difusión que le abrieron las puertas del mercado internacional. Sus cómics se comenzaron a traducir al francés, danés, italiano, alemán, inglés... y las más importantes editoriales de Europa se interesaron por editar estas historias. El reconocimiento en forma de premios no tardaría en llegar: el Prix Targa Unicef del Festival de Lucca (Italia) en 1984, el Premio al Mejor Guionista del Festival de Castilla y León en 1985, la nominación al Premio Alfred del Festival de Angouleme (Francia) en 1988, Premio al Mejor Guionista del Diario de Canarias en 1989, el Laurel de Oro del gremio de libreros de Francia en 1990, el Betty Boop del Festival de Hyeres (Francia) en 1992, etc.
Pero poco a poco, el mundo del cómic se le va quedando pequeño y decide dar el salto a la animación. Así, realiza argumentos y guiones de películas de animación y de series para televisión. Festivales como los de TV de New York (1993), el de Cine y Video de Houston (1993), el FES-CINED de Salamanca (1993), los Goya (1995, 2000), el Internacional de Cartagena de Indias (2002), y el de Santiago de Chile (2002), entre otros, han premiado dichos trabajos.
Sin abandonar el mundo de la animación, comienza a dar sus primeros pasos en el cine, realizando el análisis de guion de Año Mariano (1999) dirigida por Karra Elejalde y Fernando Guillén Cuervo, y el argumento, guion y codirección junto a Carlos Zabala, de la novedosa El rey de la granja (2001) que combina actores reales con dibujos animados.
Después de entrar en el mundo del séptimo arte, ha querido contar sus historias en diferentes formatos. Desde 2002, compagina su trabajo creativo en una productora de televisión con la producción, guion y dirección de cortometrajes de ficción. En 2008 realiza su primer cortometraje, Tras los visillos, que, tras ser seleccionado para el catálogo de Kimuak de la Filmoteca Vasca, recorrería un centenar de festivales y cosecharía 22 premios entre los logrados en diferentes ciudades de Euskadi y del Estado español y los de Austria, Colombia, Italia, etc.
A esta cinta le siguieron los cortos Perros de presa (2010) y Por los camareros (2011). También en 2011 presentó Zeinek gehiago iraun, su ópera prima en el mundo de los cortometrajes de animación. Este emocionante drama de 10 intensos minutos de duración fue incluido en el catálogo Kimuak nuevamente, y fue uno de los cuatro nominados al Premio Goya al Mejor Corto de Animación; la cinta, realizada en euskera, ha recorrido el mundo participando en más de 150 certámenes y festivales, en los que ha recibido decenas de galardones y el reconocimiento de crítica y público. Además, es la primera vez que la cadena de TV pública de Estados Unidos, PBS, ha emitido un corto en euskera, aunque, eso sí, con subtítulos en inglés.

## Filmografía

### Títulos
| Año  | Película                                        |
| ---- | ----------------------------------------------- |
| 2001 | El Rey de la Granja, largometraje de ficción    |
| 2008 | Tras los visillos, cortometraje de ficción      |
| 2009 | Perros de presa, cortometraje de ficción        |
| 2011 | Zeinek gehiago iraun, cortometraje de animación |